# Танкреду Невес (аэропорт)
Международный аэропорт Танкреду Невес (порт. Aeroporto Internacional Tancredo Neves) также известен под названием Аэропорт Конфинс (Aeroporto de Confins) (Код ИАТА: CNF) — главный аэропорт расположенный в 30 километрах от центра города Белу-Оризонти, в муниципалитете Конфинс, штата Минас-Жерайс. Назван в честь президента Бразилии Танкреду Невиса. В настоящее время является самым большим и загруженным аэропортом штата Минас-Жерайс. Также известен, как один из самых красивых и лучших оборудованных аэропортов в Латинской Америке.
Находился среди наименее используемых аэропортов Бразилии, потому что у Белу-Оризонти также есть аэропорт Карлос Друммонд де Андраде, который расположен ближе к центру города. Однако, с 2005 года большинство рейсов аэропорта Карлос Друммонд де Андраде были переданы международному аэропорту Конфинс.
В 2009 году пропускная способность аэропорта составила 5 617 171 пассажиров и 70 122 авиаперелётов, тем самым аэропорт Танкреду Невес занимает 6-е место в списке самых загруженных аэропортов в Бразилии с точки зрения перевозки пассажиров.
С точки зрения обработки грузов его способность составляет 18000 тонн.

## История
Аэропорт был построен компанией Infraero в начале 1980-х годах и был открыт в 1984 году. Его стоимость составила $1,2 миллиардов бразильских реалов. Танкреду Невес был построен для того, чтобы уменьшить скопление пассажиров в аэропорту Карлос Друммонд де Андраде, который обслуживал сверх своих возможностей, то есть пропускная способность составляла 1.3 миллионов пассажиров ежегодно.
Ожидалось, что к 1990 году, пассажирское движение в Танкреду Невес будет почти 2 миллиона пассажиров ежегодно. Его максимальная эксплуатационная способность — 5 миллионов пассажиров ежегодно.
В марте 2005 года правительство перенесло 130 рейсов из аэропорта Пампулья в международный аэропорт Танкреду Невес, таким образом увеличив ежегодную пропускную способность с 350 000 до приблизительно 3 миллионов в 2005 году. Это было чрезвычайно необходимо, так как Карлос Друммонд де Андраде работал на 200 % больше своей максимальной мощности, в то время как Танкреду Невес был известен как самый неэффективный и наименее используемый аэропорт компании Infraero.
Бразильская авиакомпания TAM Linhas Aéreas предлагает пассажирам международные рейсы в Буэнос-Айрес, Майами и Париж туда и обратно (последние два с заменой самолёта в Рио-де-Жанейро и Сан-Паулу).
Португальская авиакомпания TAP Portugal начала предлагать беспересадочные рейсы между Лиссабоном и Белу-Оризонти c 11 февраля 2008 года. Частота рейсов — пять раз в неделю на самолёте Airbus A330. Этот рейс связывает Белу-Оризонти и 42 европейских места назначения через Лиссабон. 21 августа того же года, авиакомпания Copa Airlines начала рейсы в город Панама, используя Boeing 737-700 (также пять раз в неделю) и, 5 ноября American Airlines открыла четыре раза в неделю, беспересадочные рейсы в Майами на самолётах Boeing 767-300 .

## Проекты
Многие проекты были выполнены, включая усовершенствование шоссе MG-10, которое связывает центр города с аэропортом, как часть большего проекта под названием «Linha Verde» (Зелёная Линия). С помощью этого шоссе можно уменьшить время  который стремится уменьшить время поездки до аэропорта. Главным образом проект «Зелёная Линия» закончен.
Кроме того удобные частые пригородные автобусы теперь связывают центр Белу-Оризонти и аэропорт. Их плата за проезд колеблется от 6,75 R$ в обычном автобусе и 15,50 R$ (приблизительно 8,00 $USD в апреле 2007) для так называемого «Executive Shuttle» с кондиционированием воздуха. Билеты доступны в кабинах в области прибытия.
У Infraero есть планы в скором времени увеличить число стоек регистрации в аэропорту с 33 до 43 и в конечном счёте иметь 60 таких стоек. Есть проект расширить взлётно-посадочную полосу с 3000 м. до 3660 м.

## Внутренние рейсы
| Авиалинии          | Назначения |
| ------------------ | --- |
| GOL                | Бразилиа, Кампинас, Кампу-Гранди, Куяба, Куритиба, Флорианополис, Форталеза, Гояния, Ильеус, Жуан-Песоа, Монтис-Кларус (с 01.11), Порту-Алегри (с 15.11), Порту-Сегуру, Ресифи, Рио-де-Жанейро (Рио-де-Жанейро/Галеан и Сантос-Дюмон), Салвадор, Сан-Паулу (Конгоньяс/Сан-Паулу и Сан-Паулу/Гуарульос), Уберландия и Витория |
| Azul Linhas Aéreas | Кампинас, Форталеза, Порту-Алегри, Порту-Сегуру, Ресифи, Салвадор, Кампу-Гранди, Белен (с ноября), Сан-Жозе-дус-Кампус (с 03.11), Куритиба (с 03.11), Натал (с октября), Сан-Луис (с 01.12), Витория (с 01.12), Навегантис (с 01.12), Масейо (с декабря) |
| Avianca Brasil     | Brasília, Сан-Паулу (Конгоньяс/Сан-Паулу и Сан-Паулу/Гуарульос), Рио-де-Жанейро (Сантос-Дюмон) |
| TRIP               | Рио-де-Жанейро (Сантос-Дюмон), Белен, Куритиба (с 25.10), Кампинас, Каражас, Форталеза (зависит от одобрения ANAC), Флорианополис (с 25.10), Гояния, Куяба, Манаус (с 17.11) Масейо, Монтис-Кларус (зависит от одобрения ANAC (национальное агентство гражданской авиации)), Натал, (зависит от одобрения ANAC), Порту-Алегри, Порту-Велью (с 16.11), Ресифи, Фернанду-ди-Норонья, Риу-Бранку (с 16.11) Салвадор, Сан-Луис, Витория |
| TAM                | Белен (с ноября) Бразилиа, Кампинас, Куритиба, Форталеза, Мараба (с ноября), Порту-Сегуру, Ресифи, Рио-де-Жанейро (Рио-де-Жанейро/Галеан и Сантос-Дюмон), Салвадор, Сан-Паулу (Конгоньяс/Сан-Паулу и Сан-Паулу/Гуарульос), Витория |
| Webjet             | Бразилиа, Куритиба, Фос-ду-Игуасу (с 02.12), Жуан-Песоа (ожидание разрешения), Форталеза, Натал, Навегантис (с 02.12), Порту-Алегри (с 02.12), Ресифи, Рибейран-Прету (с 02.12), Рио-де-Жанейро (Рио-де-Жанейро/Галеан и Сантос-Дюмон), Салвадор, Сан-Паулу (Сан-Паулу/Гуарульос), Порту-Сегуру (с 06.11) |

### Главные международные рейсы
| Авиалинии              | Назначения                     |
| ---------------------- | ------------------------------ |
| TAM                    | Буэнос-Айрес, Майами (с 01.12) |
| Gol Transportes Aéreos | Буэнос-Айрес                   |
| American Airlines      | Майами                         |
| Copa Airlines          | Панама                         |
| TAP Portugal           | Лиссабон                       |

### Сезонные рейсы или чартеры
| Авиалинии    | Назначения                         |
| ------------ | ---------------------------------- |
| GOL          | Пунта-Кана, Сан-Карлос-де-Барилоче |
| LAN Airlines | Сантьяго                           |
| TAM          | Сан-Карлос-де-Барилоче             |

## Компании, которые привязаны к аэропорту Конфинс по «кодовым делениям» (Code Share)
| Авиалинии    | Назначения |
| ------------ | --- |
| Iberia       | Рио-де-Жанейро (Рио-де-Жанейро/Галеан и Сантос-Дюмон), Сан-Паулу (Конгоньяс/Сан-Паулу и Сан-Паулу/Гуарульос) (кодовое деление Gol) |
| TAP Portugal | Витория, Сан-Паулу (Сан-Паулу/Гуарульос), Кампинас (кодовое деление TAM)                                                           |
| LAN Airlines | Сан-Паулу (Сан-Паулу/Гуарульос) (кодовое деление TAM)                                                                              |
| TAM          | Гояния (кодовое деление TRIP) |

## Бывшие рейсы
| Авиалинии            | Назначения |
| -------------------- | --- |
| Avianca Brasil       | Салвадор, Ресифи, Жуан-Песоа |
| Webjet               | Масейо |
| Air Aruba            | Аруба |
| American Airlines    | Сан-Паулу, Рио-де-Жанейро, Даллас, Нью-Йорк |
| LAB                  | Санта-Крус-де-ла-Сьерра |
| PLUNA                | Монтевидео |
| United Airlines      | Майами |
| Continental Airlines | Хьюстон, Ньюарк, Сан-Паулу, Рио-де-Жанейро |
| Transbrasil          | Бразилиа, Сан-Паулу, Рио-де-Жанейро |
| VASP                 | Бразилиа, Сан-Паулу, Рио-де-Жанейро, Витория, Салвадор, Порту-Сегуру, Ильеус |
| Группа VARIG         | Бразилиа, Сан-Паулу, Рио-де-Жанейро, Салвадор, Араша, Монтис-Кларус, Уберландия, Говернадор-Валадарис, Витория-да-Конкиста, Ипатинга, Витория, Ильеус, Кампинас, Гояния, Нью-Йорк |
| Aerocancun           | Канкун |

### Количество пассажиров
| Год           | Количество пассажиров |
| ------------- | --------------------- |
| 2003          | 364 910               |
| 2004          | 388 580               |
| 2005          | 2 893 299             |
| 2006          | 3 727 501             |
| 2007          | 4 340 129             |
| 2008          | 5 189 528             |
| 2009          | 5 617 171             |
| Сентябрь 2010 | 5 269 457             |

## Будущие разработки
31 августа 2009 года Infraero представил план модернизации  международного аэропорта Танкреду Невес, сосредоточившись на приготовлениях к чемпионату мира по футболу 2014 года, который будет проходить в Бразилии. Таким образом будут вложены инвестиции в:
- Строительство парковки. Стоимость 6.8. Завершение: ноябрь 2009 (Закончен в июле 2010 года) [3].
- Расширение взлётно-посадочной полосы, расширение перрона и грузового терминала, строительство дальнейших рулёжных дорожек. Стоимость 120.0. Завершение: июль 2013 года.
- Реконструкцию пассажирского терминала. Стоимость 215.5. Завершение: март 2014 года.